# دون هيل (لاعب كرة قدم أمريكية)
دون هيل (بالإنجليزية: Don Hill)‏ هو لاعب كرة قدم أمريكية أمريكي، ولد في 18 سبتمبر 1904 في هياواثا في الولايات المتحدة، وتوفي في 9 فبراير 1967 في غلينديل في الولايات المتحدة.

## وصلات خارجية
- دون هيل على موقع مرجع كرة القدم المحترفة.كوم (الإنجليزية)